# Codice ATC J06
Il codice ATC J06 "Sieri immuni e immunoglobuline" è un sottogruppo del sistema di classificazione Anatomico Terapeutico e Chimico, un sistema di codici alfanumerici sviluppato dall'OMS per la classificazione dei farmaci e altri prodotti medici. Il sottogruppo J06 fa parte del gruppo anatomico J, farmaci antinfettivi ad uso sistemico.
Codici per uso veterinario (codici ATCvet) possono essere creati ponendo la lettera Q di fronte al codice ATC umano: QJ06...
Numeri nazionali della classificazione ATC possono includere codici aggiuntivi non presenti in questa lista, che segue la versione OMS.

## J06A Sieri immuni

### J06AA Sieri immuni
J06AA01 Anatossina della difterite
J06AA02 Anatossina del tetano
J06AA03 Antisiero del veleno di serpente
J06AA04 Anatossina del botulino
J06AA05 Siero della gangrena gassosa
J06AA06 Siero anti rabbia

## J06B Immunoglobuline

### J06BA Immunoglobuline normali umane
J06BA01 Immunoglobuline normali umane, somministrazione extravascolare
J06BA02 Immunoglobuline normali umane, somministrazione intravascolare

### J06BB Immunoglobuline specifiche
J06BB01 Immunoglobuline Anti-D (rh)
J06BB02 Immunoglobuline per il tetano
J06BB03 Immunoglobuline per la Varicella/zoster
J06BB04 Immunoglobuline per l'epatite B
J06BB05 Immunoglobuline per la rabbia
J06BB06 Immunoglobuline per la rosolia
J06BB07 Immunoglobuline per la vaccinia
J06BB08 Immunoglobuline per gli stafilococchi
J06BB09 Immunoglobuline per il citomegalovirus
J06BB10 Immunoglobuline per la difterite
J06BB11 Immunoglobuline per l'epatite A
J06BB12 Immunoglobuline per l'encefalite trasmessa da zecche
J06BB13 Immunoglobuline per la pertosse
J06BB14 Immunoglobuline per il morbillo
J06BB15 Immunoglobuline per la parotite
J06BB16 Palivizumab
J06BB17 Motavizumab
J06BB18 Raxibacumab
J06BB30 Combinazioni

### J06BC Altre immunoglobuline
J06BC01 Nebacumab